# ギミー・バック・マイ・ブレッツ
『ギミー・バック・マイ・ブレッツ』（Gimme Back My Bullets）は、アメリカ合衆国のロック・バンド、レーナード・スキナードが1976年に発表した4作目のスタジオ・アルバム。

## 背景
エド・キングの脱退に伴い6人編成でレコーディングされたが、本作リリースに伴うツアーではキングの後任ギタリストとしてスティーヴ・ゲインズが加入した。本作よりトム・ダウドをプロデューサーに起用している。
「アイ・ガット・ザ・セイム・オールド・ブルース」はJ・J・ケイルのカヴァーで、ケイルのオリジナル・ヴァージョンは1974年のアルバム『Okie』に収録されている。

## 反響・評価
本作はアメリカのBillboard 200で20位に達し、シングル「ダブル・トラブル」はBillboard Hot 100で80位を記録。全英アルバムチャートでは5週チャート圏内に入り、最高34位を記録。
Stephen Thomas Erlewineはオールミュージックにおいて5点満点中3点を付け「彼（トム・ダウド）は残念ながら、少なくともレーナード・スキナードの歴史におけるこの時点においては、バンドと完全に合っていたとは言えない」と評している。なお、ロニー・ヴァン・ザントは1976年10月24日付の『ロサンゼルス・タイムズ』に掲載されたインタビューで、本作の音作りについて「俺達はずっとヘヴィで泥臭かったから、クリーンなレーナード・スキナードのアルバムを作ろうと決めたんだ。曲は良かったけど、ちょっと洗練され過ぎたかな」と語っているが、ダウドに関しては「グループにとって最高の、そしてかけがえのないプロデューサーだと今でも思っている」と称賛している。

## デラックス・エディション盤
2005年にゲフィン・レコードから発売されたデラックス・エディション盤には、ボーナス・トラックが6曲追加され、更にBBCでオン・エアされた「オールド・グレイ・ウィッスル・テスト」を収録したボーナスDVDも付属した。2006年には、同様のヴァージョンが日本やヨーロッパでも発売されている。

## 収録曲
1. ギミー・バック・マイ・ブレッツ - "Gimme Back My Bullets" (Gary Rossington, Ronnie Van Zant) - 3:29
2. エヴリ・マザーズ・サン - "Every Mother's Son" (Allen Collins, R. Van Zant) - 4:57
3. トラスト - "Trust" (A. Collins, G. Rossington, R. Van Zant) - 4:25
4. アイ・ガット・ザ・セイム・オールド・ブルース - "(I Got the) Same Old Blues" (J.J. Cale) - 4:08
5. ダブル・トラブル - "Double Trouble" (A. Collins, R. Van Zant) - 2:49
6. ロール・ジプシー・ロール - "Roll Gypsy Roll" (A. Collins, G. Rossington, R. Van Zant) - 2:51
7. サーチング - "Searching" (A. Collins, R. Van Zant) - 3:18
8. クライ・フォー・ザ・バッド・マン - "Cry for the Bad Man" (A. Collins, G. Rossington, R. Van Zant) - 4:50
9. オール・アイ・キャン・ドゥ・イズ・ライト・アバウト・イット - "All I Can Do Is Write About It" (A. Collins, R. Van Zant) - 4:17

### 1999年リマスターCDボーナス・トラック
1. ギミー・バック・マイ・ブレッツ（ライヴ） - "Gimme Back My Bullets (Live)" (G. Rossington, R. Van Zant) - 4:18
2. クライ・フォー・ザ・バッド・マン（ライヴ） - "Cry for the Bad Man (Live)" (A. Collins, G. Rossington, R. Van Zant) - 5:35

### デラックス・エディション盤ボーナス・トラック
1. ダブル・トラブル（ライヴ） - "Double Trouble (Live)" (A. Collins, R. Van Zant) - 3:13
2. アイ・ガット・ザ・セイム・オールド・ブルース（ライヴ） - "(I Got the) Same Old Blues (Live)" (J.J. Cale) - 4:13
3. ギミー・バック・マイ・ブレッツ（ライヴ） - "Gimme Back My Bullets (Live)" (G. Rossington, R. Van Zant) - 4:18
4. クライ・フォー・ザ・バッド・マン（ライヴ） - "Cry for the Bad Man (Live)" (G. Rossington, A. Collins, R. Van Zant) - 5:35
5. オール・アイ・キャン・ドゥ・イズ・ライト・アバウト・イット（アコースティック） - "All I Can Do Is Write About It (Acoustic)" (A. Collins, R. Van Zant) - 4:24
6. ダブル・トラブル（オルタネイト・テイク） - "Double Trouble (Alternate)" (A. Collins, R. Van Zant) - 2:51

### デラックス・エディション盤ボーナスDVD
1. ダブル・トラブル - "Double Trouble" (A. Collins, R. Van Zant)
2. アイ・エイント・ザ・ワン - "I Ain't the One" (G. Rossington, R. Van Zant)
3. コール・ミー・ザ・ブリーズ - "Call Me the Breeze" (J.J. Cale)
4. アイ・ガット・ザ・セイム・オールド・ブルース - "(I Got the) Same Old Blues" (J.J. Cale)
5. エヴリ・マザーズ・サン - "Every Mother's Son" (A. Collins, R. Van Zant)
6. スウィート・ホーム・アラバマ - "Sweet Home Alabama" (E. King, G. Rossington, R. Van Zant)
7. フリー・バード - "Free Bird" (A. Collins, R. Van Zant)

## カヴァー
「エヴリ・マザーズ・サン」はJ・マスシスが1995年に行ったアコースティック・ツアーで歌唱され、その模様はライヴ・アルバム『マーティン・アンド・ミー』に収録された。

## 参加ミュージシャン
- ロニー・ヴァン・ザント - ボーカル
- ゲイリー・ロッシントン - ギター
- アレン・コリンズ - ギター
- ビリー・パウエル - キーボード、ピアノ
- レオン・ウィルクソン - ベース、バッキング・ボーカル
- アーティマス・パイル - ドラムス、パーカッション、タンブリン

アディショナル・ミュージシャン
- リー・フリーマン - ハーモニカ(#4)
- バリー・ハーウッド - マンドリン(#9)、ドブロ・ギター(#9)
- The Honnicutts - バッキング・ボーカル(#5, #8)